# Semiothisa zombina
Semiothisa zombina är en fjärilsart som beskrevs av Butler 1893. Semiothisa zombina ingår i släktet Semiothisa och familjen mätare. Inga underarter finns listade i Catalogue of Life.